# Вязьма-Брянская
 Вя́зьма-Бря́нская  — село в Вяземском районе Смоленской области России. Административный центр Вязьма-Брянского сельского поселения.

## География
Село расположено на Смоленской возвышенности в восточной части Смоленской области, на юго-восточных окраинах города Вязьмы. Расстояние до областного центра — города Смоленска — около 175 км.
Железнодорожная станция Вязьма-Брянская Московской железной дороги (1930) на широтном ходу Ржев—Сызрань.

## Население
| 2002 | 2010  | 2017  | 2021  |
| ---- | ----- | ----- | ----- |
| 267  | ↗4594 | ↗4684 | ↘3791 |

## История
Посёлок возник как небольшое поселение при железнодорожной станции Вязьма-Брянская в 1930 году. Строительство железнодорожной линии Вязьма — Брянск началось весной 1929 года. Это был кратчайший путь из северо-западных областей СССР на юг страны. Ход строительства грандиозной по тем временам стройки широко освещался в советской печати 1920—1930-х годов.
В годы Великой Отечественной войны село и станция были почти полностью разрушены. В 1941—1943 годах здесь шли тяжёлые бои.
В 2004 году посёлок преобразован в село.
В 2011 году село Городок включено в село Вязьма-Брянская.

## Промышленные предприятия
- Путевая машинная станция −96 (ПМС-96).

## Детские дошкольные учреждения и школы
- МБОУ Вязьма-Брянская СОШ имени Героя Российской Федерации А. В. Пуцыкина;
- МБДОУ ЦРР детский сад «Солнышко» на 220 мест;
- МДОУ Вязьма-Брянский детский сад на 65 мест;
- Вяземский филиал детской музыкальной школы.

## Культура
- Дом культуры «Сокол»;
- Сельская библиотека.